# Esquipulas
Esquipulas é uma cidade da Guatemala do departamento de Chiquimula.